# Якуб (Нация ислама)

Флаг Нации ислама

Якуб (иногда Якоб) — согласно вероучению Нации ислама, злой чёрный учёный, живший 6600 лет назад. Последователи Нации ислама верят в то, что именно он создал «демоническую» белую расу для порабощения чёрной расы. Впервые историю о Якубе рассказал Уоллес Фард Мухаммад, основатель Нации ислама.

## История
Согласно доктрине Нации ислама, Якуб родился на месте будущей Мекки, в то время как среди истинных чёрных людей, которые составляли 30 % населения, росло недовольство. Он был представителем «чёрной ветви» мекканского племени Шабазз (согласно учениям НИ, одно из 13 племён, живущих на Земле уже 66 миллиардов лет и создавших древнюю египетскую цивилизацию). Якуб в детстве получил прозвище большеголовый, из-за того что размер его черепа был гораздо крупнее остальных людей. В возрасте шести лет Якуб открыл закон притяжения и отталкивания, играя с магнитами, изготовленными из стали. После этого ему пришла идея создать нового человека, противоположного чёрной расе, который, «опираясь на хитрость и ложь», поработит чёрных людей.
В 18 лет Якуб исчерпал все свои познания в мекканских университетах и однажды обратил внимание, что у истинной чёрной расы есть не только «чёрные, но коричневые ростки»; тогда Якуб с 59 999 последователями отправился жить на греческий остров Патмос, где установил деспотичный режим. Самых тёмных младенцев убивали, оставляя более светлых. Чем светлее становилась их кожа, тем сильнее проявлялась их «алчная и жадная природа». Сам Якуб умер в возрасте 152-х лет. Через 200 лет на острове появилась коричневая раса, а через 600 лет — «демоническая еврейская раса», которая стала родоначальником остальных белых людей, по этой причине Якуб (который среди белых известен как Иаков) широко почитается белой и особенно еврейской расой. Когда молодая белая раса пыталась поработить Мекку, она была повержена и сослана в северные земли Западной Азии (Европы), а на границе с Ближнем Востоком чёрные солдаты патрулировали границы с оружием, чтобы не допустить проникновение белых людей. Белые люди жили, как варвары: обитали в пещерах, ели сырое мясо. Но представитель чёрной расы пророк Муса верил, что алчность белых людей можно перевоспитать, если наставить их на верный путь и сделать их цивилизованными. Так Муса прибыл в северные земли и научил белых людей носить одежду и писать. Однако белые люди так и не сумели избавиться от алчности, и сдавшийся Муса попытался уничтожить 300 самых алчных из белых людей, подорвав их динамитом. Однако это не остановило белую расу, после чего она, набравшись сил, начала порабощать чёрных людей и увозить их в Америку.
Согласно автобиографии Малькольма Икса, все народы, кроме африканцев, являются результатом выведения искусственной расы Якуба (кроме азиатов, которые наряду с чёрными являются потомками древних мавров). Белые люди дали себе название европейцы. Примечательно, что к белой расе последователи НИ причисляют и чёрных евреев. Кроме того, Луис Фаррахан в своих выступлениях называл арабов наряду с евреями белыми самозванцами.
Согласно доктрине НИ, белые потомки Якуба правят миром в течение 6000 лет, до того момента, когда чёрные люди вернут себе обратно господство, и этот процесс начался в 1914 году.
Американский писатель и драматург негритянского происхождения Амири Барака при создании пьесы A Black Mass («Чёрная месса») был вдохновлён историей о Якубе.
Когда Малькольм Икс путешествовал по Ближнему Востоку, пропагандируя вероучение Нации ислама, в том числе историю о Якубе и возникновении белой расы, многие мусульмане отнеслись к этому с непониманием, так как данная теория не имеет ничего общего с исламским пророком Якубом и с исламской доктриной мироздания.

## Якуб и Иаков
Имя Якуб — арабский вариант имени библейского праотца Иакова. Якуб согласно доктрине НИ имеет нечто общее с пророком Иаковом — отцом племён Израиля. В частности, идея того, что в гонке по созданию белой расы принимали участие непосредственно евреи, существовала в антисемитских идеях того времени.
В своих выступлениях Малькольм Икс не раз отождествлял Якуба с Иаковом, обращаясь к истории борьбы Иакова с Ангелом. Малькольм утверждал, что это ему рассказывал сам Уоллес Фард Мухаммад, и что ангел, с которым он боролся, вовсе был не Богом, а лишь хранителем дня, и поэтому Якуб искал средства, чтобы попасть на остров Патмос. Сам ангел является лишь символом, чтобы скрыть то, с чем на самом деле боролся Якуб. Малькольм Икс также утверждал, что Иоанн с Патмоса был Якубом.